# Hausberg Zorimauer
Der Hausberg Zorimauer ist eine mittelalterliche Burgruine in der Katastralgemeinde KG Schiltern der Stadtgemeinde Langenlois im Bezirk Krems-Land in Niederösterreich. Die Burgruine steht unter Denkmalschutz.

## Lage
Die Ruine der Höhenburg liegt in der Mitte der Gemeinde auf einer Anhöhe neben der Pfarrkirche St. Pankraz.

## Geschichte
Heinrich de Schiltarn wird 1180 erstmals erwähnt. Er ist der erste bekannte Burgherr von Schiltern. Wie viele seiner Nachbarn war auch er ein Gefolgsmann der Kuenringer. Es gibt jedoch keine Hinweise darauf, dass die Burg selbst je den Kuenringern gehörte. Um die Mitte des 13. Jahrhunderts war sie jedenfalls landesfürstlich. Sie befand sich aber nicht an der Stelle des jetzigen Schlosses, sondern neben der heutigen Pfarrkirche. 1377 wird ein Ruger von Schiltern als Kämmerer der Herzogin Beatrix genannt. Ab 1386 gelangten Teile der Herrschaft an Konrad und Hermann von Schad. 1402 dürfte sich diese bereits zur Gänze im Eigentum von Georg Schad befunden haben. Zu seiner Zeit gelangte die Oberherrschaft an das Haus Brandenburg-Hohenzollern. Wie dies geschah, ist bis heute nicht geklärt. Schiltern blieb bis 1783 brandenburgisches Lehen, um danach wieder landesfürstlich zu werden. Die Familie Schad verlegte ihren Herrschaftssitz auf die benachbarte Burg Kronsegg und überließ die Burg in Schiltern dem Verfall.
Zur weiteren Geschichte siehe Schloss Schiltern

## Beschreibung
Von der ursprünglich quadratischen Befestigung sind noch zwei und eine halbe Seite erhalten. Ein Burggraben ist noch vorhanden, ist aber nicht zugänglich.
Bemerkenswert ist die zum Teil in Opus-spicatum-Bauweise (Ährenwerk) vorgenommene Mauerung.